# Tommy (альбом)
Tommy (с англ. — «Томми») — четвёртый студийный альбом английской рок-группы The Who, выпущенный 19 мая 1969 года. Написанный в основном гитаристом Питом Таунсендом, Tommy — двойной альбом и ранняя рок-опера, рассказывающая историю вымышленного Томми Уокера и его пути к становлению духовным лидером и мессианской фигурой.
Таунсенд придумал концепцию Tommy после того, как познакомился с творчеством Мехера Бабы, и попытался переложить учения Бабы на музыку. Запись альбома началась в сентябре 1968 года, но заняла шесть месяцев, так как материал нужно было аранжировать и перезаписать в студии. The Who продвигали выпуск альбома обширным туром, включая живую версию Tommy, которая длилась в течение 1969 и 1970 годов. Ключевые концерты тура включали выступления в Вудстоке, на фестивале Isle of Wight 1969 года, в Лидсском Университете, в Метрополитен-опера и на фестивале Isle of Wight 1970 года. Живые выступления Tommy получили похвалу критиков и оживили карьеру группы.
После выхода альбома Tommy был принят критиками, которые приветствовали его как прорыв Who. Его критическая репутация немного снизилась в последующие годы; тем не менее, несколько авторов считают его важным и влиятельным альбомом в истории рок-музыки. В 1998 году Tommy был включён в Зал славы премии «Грэмми».
Впоследствии рок-опера была развита в других медиа, включая балет в Монреале в 1970 году, постановку Сиэтлской оперы в 1971 году, оркестровую версию Лу Рейзнера в 1972 году, фильм режиссёра Кена Рассела с участием Джека Николсона и Оливера Рида в 1975 году и бродвейский мюзикл в 1992 году.
Альбом Tommy был переиздан несколько раз на CD, включая ремикс Джона Эстли в 1996 году, делюкс-Super Audio CD в 2003 году и супер-делюкс-бокс-сет в 2013 году, включающий ранее не издававшиеся демо-записи и концертный материал.

## Предыстория
Начиная с 1966 года, Таунсенд начал рассматривать форматы сочинения материала вне стандартной схемы — трёхминутной поп-песни. Менеджер коллектива,Кит Ламберт, разделял взгляды Таунсенда и всячески поощрял его музыкальные идеи, всё это вылилось в появлении концепции «рок-опера». Первое использование термина было применено к сюите под названием «Quads», её сюжет был посвящён фантастическому будущему, где родители могли выбирать пол своих детей. Семейная пара желает иметь четырёх девочек, но вместо этого у них рождаются три девочки и мальчик, тем не менее они начинают воспитывать его как девочку. Опера была заброшена после написания одной единственной песни — хит-сингла «I’m a Boy». Когда во время записи второго альбома группы — A Quick One, музыканты столкнулись с проблемой нехватки материала, Ламберт предложил Таунсенду написать «миниоперу», чтобы заполнить оставшуюся часть пластинки. Первоначально гитаристу не понравилась эта идея, но в конечном счёте он согласился, сочинив девятиминутную композицию «A Quick One, While He’s Away», которая состояла из небольших музыкальных фрагментов с единой сюжетной линией. В течение 1967 года Таунсенд начал осваивать игру на фортепьяно. Вскоре он начал сочинять на нём песни, всё более серьёзно относясь к своему композиторскому амплуа. В том же году был выпущен третий лонгплей группы — The Who Sell Out, его последний треком была мини-опера — «Rael», как и в случае с «A Quick One, While He’s Away» она была разделена на несколько музыкальных сегментов, с единой концепцией.
К 1968 году, у Таунсенда не было чёткого видения дальнейшей концепции развития его коллектива, в музыкальном плане. The Who переросли подростковый возраст, но гитарист хотел, чтобы их музыка по прежнему оставалась актуальной. От своего друга, Майка Макиннерни (арт-директора журнала International Times), Пит узнал о духовном наставнике по имени Мехер Баба, и музыкант был очарован жизненными ценностями гуру — состраданием, любовью и самоанализом. Коммерческий успех The Who пошёл на спад — последний сингл «Dogs» не удалось занять высокие места в чартах, в связи с чем существовал реальный риск распада коллектива. Тем не менее, концерты группы по прежнему пользовались большим успехом, и они провели большую часть весны и лета, совершая гастроли по США и Канаде — «гвоздём» их выступлений было разрушение инструментов, из-за чего музыканты постоянно находились в долгах. Таунсенд и Ламберт понимали, что группе нужна более мощная движущая сила, нежели типичные популярные синглы, и новая театрализованная постановка. Гитарист считал, что The Who должны записать серию песен, которые должны были хорошо звучать сами по себе, но также являться частью единой концепции; также, он намеревался включить в эту концепцию философию Мехера Бабы. Кроме того, целью Таунсенда было добиться высокого качества звучания материала на концертах, дабы противодействовать тенденции «студийных» групп, таких как The Beatles и Beach Boys, творчество которых не было предрасположено к «живому» исполнению.
В августе 1968 года, Таунсенд дал важное интервью журналу Rolling Stone. Музыкант рассказал о предстоящей рок-опере, которая носила рабочее название «Глухой, немой и слепой мальчик» (англ. Deaf, Dumb and Blind Boy), и описал весь сюжет в мельчайших деталях — он был изложен на 11 страницах. Впоследствии, биограф Дэйв Марш отметил, что это интервью раскрывало сюжет лучше, чем готовый альбом. По прошествии времени, Таунсенд жалел о том, что так подробно раскрыл сюжетную часть, так как после этого, ему пришлось создавать альбом согласно раскрытой информации и он уже не мог импровизировать. Однако, остальные музыканты The Who восприняли идею предстоящей пластинки с большим энтузиазмом, и оставили всю литературную часть альбома на усмотрение автора, не вмешиваясь в процесс.

## Концепция альбома
Сюжетная линия альбома разворачивается в Англии, после Первой мировой войны. Капитан Уокер не возвращается после одного из сражений. Его считают погибшим, и жене Уокера, Норе, приходит «похоронка». В день окончания войны у неё рождается сын Томми.

### Персонажи
В оригинальной концепции альбома все персонажи имели только те имена, которые указывались в их песнях. В фильме 1975 года имена некоторых персонажей были изменены.
- Томми — протагонист, по имени которого альбом получает своё название.
- Капитан Уокер — отец Томми. Чаще всего именуется, как просто Отец.
- Мать — мать Томми (в фильме получает имя Нора Уокер).
- Любовник — романтический любовник матери Томми (в фильме именуется Фрэнк Хоббс).
- Дядя Эрни — «злой дядя» Томми, педофил.
- Кузен Кевин — кузен Томми, «задира». Он издевался над Томми, когда его оставляли с ним дома.
- Хокер — лидер религиозного культа, на службы которого мать приводит Томми в надежде на излечение недуга сына.
- «Локал Лэд» — чемпион турниров по пинболу, царствовавший до тех пор, пока Томми не победил его и не получил титул «Мастер пинбола».
- Кислотная Королева (цыганка) — проститутка, которая применяет галлюциногенные вещества, пытаясь вылечить Томми.
- Доктор — врач, который пытается вылечить Томми, считая, что его недостатки имеют психическую, а не физическую природу.
- Салли Симпсон — одна из «учениц» Томми, которая поплатилась своим лицом за своё поклонение его культу.

### Сюжетная линия
Капитан Уокер пропадает без вести во время Первой мировой войны (в фильме — во время Второй мировой войны). Вскоре его жена рожает его сына Томми.
Приблизительно через четыре года, в канун 1921 года (в фильме — 1951 года), капитан Уокер возвращается домой и обнаруживает, что его жена нашла себе любовника. Любовник агрессивно встречает Уокера и тот, при попытке защититься, убивает его (в фильме, наоборот, любовник убивает капитана). Томми становится свидетелем этого. Чтобы скрыть преступление, мать с отцом убеждают Томми, что он ничего не видел, не слышал, и никому ничего не скажет, тем самым психически травмируя ребёнка. В результате Томми становится глухим, немым и слепым. В своем подсознании Томми учится интерпретировать все физические ощущения как музыку.
В попытках его вылечить, родители Томми отвозят его в храм одного из религиозных культов. Они считают, что на его душе лежит опасное проклятье, поскольку он ничего не знает об Иисусе. Впоследствии родители Томми постепенно стали успокаиваться и оставлять его на попечение нянек и его двоюродного брата Кевина. Кевин пользуется этой возможностью, чтобы пугать и пытать Томми. Но в конечном итоге ему становится скучно с Томми из-за ограниченных реакций брата. Родители вновь пытаются вылечить Томми, на этот раз отдав его проститутке, которая открывает Томми тайну галлюциногенов. В дальнейшем Томми остается на попечении своего дяди Эрни, алкоголика и сексуального извращенца, который, как и двоюродный брат Кевин, пользуется этой возможностью для удовлетворения своих похотей без страха быть пойманным. Случайно Томми обнаруживает в себе талант игры в пинбол и легко побеждает действующего чемпиона игры. Это приводит к тому, что Томми становится международной знаменитостью.
Родителям Томми удается найти врача, который пытается понять и вылечить его болезнь. После многочисленных диагностических процедур, он сообщает, что проблемы Томми являются психосоматическими. Мать Томми продолжает пытаться вылечить его, но он полностью игнорирует её, постоянно стоя перед зеркалом. От разочарования она разбивает зеркало и тем самым пробуждает Томми, что становится сенсацией. Томми становится гуру и идолом. Он пытается духовно просветить тех, кто слушает его проповеди. Он открывает свой собственный дом для всех желающих присоединиться к нему, и настоятельно призывает привлечь как можно больше людей. Томми требует, чтобы его последователи играли в пинбол вслепую, чтобы по-настоящему духовно достичь его уровня, но бесполезность его культа приводит прихожан к восстанию против него. В результате Томми достигает просветления.

## Запись
Запись альбома стартовала на студии IBC Studios 19 сентября 1968 года. В тот период у пластинки по прежнему не было окончательного названия, группа именовала её по-разному: Deaf, Dumb and Blind Boy, Amazing Journey, Journey into Space, The Brain Opera и Omnibus. В конце концов, Таунсенд остановился на «Томми» (англ. Tommy), потому что оно являлось обычным британским именем, а также было прозвищем для британских солдат в период Первой мировой войны. Продюсировать альбом взялся Кит Ламберт, на место звукоинженера был приглашён Дэймон Лион-Шоу. Студия была зарезервирована с 14 до 22 часов, но зачастую работа затягивалась до раннего утра.

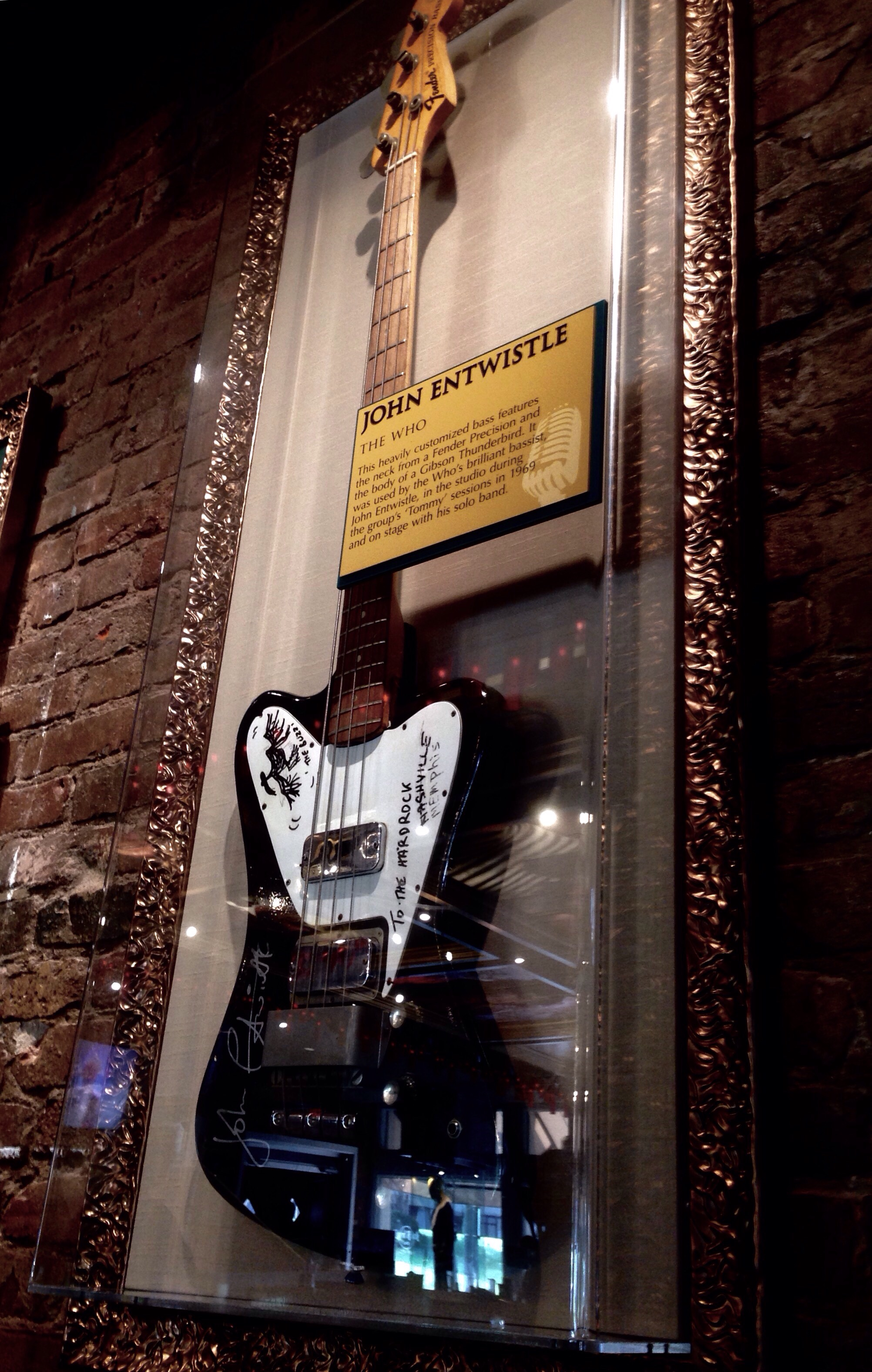
Бас-гитара Энтвисла в период работы над Tommy

Альбом был записан на восьмидорожечный магнитофон, благодаря чему на плёнке могло звучать большее количество инструментов. Во время работы в студии Таунсенд использовал несколько гитар, но отдавал предпочтение акустической Gibson J-200 и электро — Gibson SG. Кит Мун использовал новую ударную установку с двойным бас-барабаном, которая принадлежала роуди группы — Тони Хэслему. Также, музыканты сыграли на нескольких инструментах, нетипичных для раннего творчества The Who: Таунсенд записал партии на фортепиано и органе, а басист Джон Энтвисл сыграл на валторне. Хотя Таунсенд написал бо́льшую часть материала самостоятельно, аранжировки сочиняла вся группа. Позже вокалист Роджер Долтри так комментировал этот процесс: «Пит часто приходил с заготовками песен», и добавлял — «мне кажется, мы больше обсуждали аранжировку и музыку, нежели занимались самой записью». В некоторых моментах гитарист прибегал к помощи товарищей: он попросил Энтвисла написать две песни («Cousin Kevin» и «Fiddle About»), которые затрагивали более мрачные темы — издевательств и жестокого обращения, а Кит Мун предложил идею для песни «Tommy’s Holiday Camp», о том, лидером какого религиозного движения мог бы стать Томми. Впоследствии, барабанщик был отмечен как автор этой песни, хотя автором и исполнителем музыки являлся Таунсенд. Значительное количество материала была написана в более лёгком музыкальном стиле, нежели предыдущие записи группы, с большим акцентом на вокал. Позже Мун заявил: «В то время это было очень нетипично для нас. Многие песни звучали „мягко“. Мы никогда не играли так до этого».
Часть материала была сочинена ещё до начала записи альбома, для других проектов. Песня «Sensation» была вдохновлена знакомством Таунсенда с его девушкой во время гастролей группы по Австралии (1968 год), «Welcome» и «I’m Free» касались гармонии, которую гитарист обрёл через учение Мехера Бабы, а «Sally Simpson» была навеяна совместным концертом The Who с группой The Doors, который был омрачён потасовками среди зрителей. Другие песни существовали в уже записанных вариантах, но были переработаны: «It’s A Boy» являлась переделанной версией «Glow Girl», записанной в период создания альбома The Who Sell Out, в то время как «Sparks» и «Underture» были основаны на одной из инструментальных тем мини-оперы «Rael». По словам Таунсенда, композиция «Amazing Journey» была «абсолютным началом» оперы и обобщала в себе весь сюжет. «The Hawker» была кавер-версией песни Моуса Эллисона — «Eyesight to the Blind». Также был записан ещё один кавер — «One Room Country Shack» Бадди Гая, однако ему не нашлось места в окончательной версии альбома, так как Таунсенд не смог найти для него подходящее место в сюжете.
Работа в студии продвигалась медленно, так как Таунсенд постоянно вносил правки в сюжет и не мог выбрать окончательный список песен. Музыканты надеялись, что альбом будет готов к Рождеству, но в итоге запись затянулась. Обозреватель журнала Melody Maker Крис Уэлч посетил IBC Studios в ноябре и остался под впечатлением от рабочего процесса и подготовленного материала. Тем не менее, на тот момент у проекта всё ещё не было названия, и он не имел законченной сюжетной линии. Не дождавшись новой пластинки, американский дистрибьютор группы решил выпустить компиляцию — Magic Bus: The Who on Tour, которая получила разгромную рецензию от журнала Rolling Stone за плохой подбор материала и вводящее в заблуждение название (так как альбом содержал студийные записи, а не концертные).
В конце 1968 года музыканты сделали перерыв, чтобы дать несколько концертов. В ходе этого мини-турне The Who выступили вместе с The Rolling Stones на шоу Rock and Roll Circus. В январе 1969 года группа вернулась в студию — работа проходила с понедельника по четверг, на выходных музыканты давали несколько концертов, заработанные деньги шли на погашение долгов. Менеджеры запланировали большой гастрольный тур на конец апреля, чтобы улучшить финансовое положение коллектива. Альбом планировалось закончить к этому сроку, к тому же группа нуждалась в новом материале — с момента выхода предыдущей пластинки прошёл год. Чтобы музыканты могли сосредоточиться на основной сюжетной линии, Ламберт написал сценарий проекта целиком — Tommy (1914—1984), который был распечатан и роздан группе. Музыканты по-прежнему продолжали писать новый материал, в связи с чем было принято решение выпускать Tommy в виде двойного альбома, в свою очередь Ламберт настаивал на том, что произведение должно иметь надлежащую увертюру. В тот же период, Таунсенд сочинил песню «Pinball Wizard», название было выбрано с расчётом на рецензию Ника Кона из газеты New York Times, который был большим поклонником пинбола. По мнению Ламберта к записи альбома нужно было привлечь симфонический оркестр, но Таунсенд был категорически против этого, тем более, находясь в плохом финансовом положении, группа всё равно не смогла бы осуществить эту идею.
К марту некоторые песни были перезаписаны по нескольку раз, однако Таунсенд всё ещё размышлял, стоит ли добавлять в них новые фрагменты. Остальные музыканты стали уставать от столь затянувшейся работы, по прошествии лет Энтвистл заявил следующее: «Мы то и дело возвращались назад и переделывали треки… Пит начал сводить нас с ума». Последняя сессия состоялась 7 марта, в тот же день «Pinball Wizard» был выпущен в качестве сингла. Группа приступила к репетициям будущих гастролей, а Ламберт полетел в Каир, чтобы провести отпуск. В студии остались лишь Лион-Шоу и его ассистент — Тед Шарп, задачей которых было смикшировать предстоящий альбом. Хотя звукоинженер выражал мнение, что оборудование IBC Studios плохо подходит для этой задачи. Тем не менее Tommy так и не был закончен к крайнему сроку релиза — в апреле, мастеринг продолжался ещё до конца месяца.

## Выпуск
Tommy был выпущен 19 мая 1969 года в США и 23 мая в Великобритании из-за задержек с печатью обложки. Оригинальный двойной альбом имел стороны — 1 и 4 на первой пластинке и 2 и 3 на второй, с целью более удобного процесса проигрывания.
Альбом был коммерчески успешен, он добрался до 2-го места в чарте Великобритании, и занял 4-е в хит-параде США. В течение первых двух недель было продано более 200.000 копий только на территории Соединённых Штатов, к 18 августа его продажи составили — 500.000 экземпляров. «Pinball Wizard» (достиг Top-20 чарта США и Top-5 на родине музыкантов), «I’m Free» (Top-40 в США) и «See Me, Feel Me» (Top-20 в США) были выпущены в качестве синглов и получили широкую ротацию на радио. Менеджеры планировали выпустить мини-альбом, составленный из лучших песен Tommy, однако музыканты категорически отказались от этой идеи в ноябре 1970 года, но был снят. К 2012 продажи лонгплея составили более 20 миллионов копий по всему миру.
Сразу после выхода пластинки критики разделились на два лагеря: одни считали альбом шедевром, другие расценивали запись как умелую эксплуатацию старых идей. Поначалу, Tommy был принят «в штыки» на Би-би-си и некоторых американских радиостанциях — ди-джей Тони Блэкбёрн охарактеризовал трек «Pinball Wizard» эпитетом «неприятный». Тем не менее, уже в начале мая некоторые композиции этой пластинки прозвучали в эфире радиостанции BBC Radio 1, во время шоу Пита Драммонда. В ходе продвижения альбома Таунсенд дал серию интервью, в которых попытался объяснить сюжетную линию Tommy. Однако, так как структура альбома строилась на абстрактной концепции духовных заповедей Мехера, эти интервью содержали массу запутанных и противоречащих друг другу деталей.

## Отзывы критиков
| Оценки критиков           | Оценки критиков |
| Источник                  | Оценка          |
| ------------------------- | --------------- |
| AllMusic                  | [ 43 ]          |
| MusicHound                | 4/5             |
| Q                         | [ 45 ]          |
| Rolling Stone             | [ 46 ]          |
| Rolling Stone Album Guide | [ 47 ]          |
| Uncut                     | [ 48 ]          |

Альбом был тепло встречен критиками. После закрытого показа пластинки для прессы Крис Уэлч из Melody Maker написал в своей рецензии следующее: «мы [журналисты] хотели ещё». Редакция журнала Disc and Music Echo напечатала восторженную статью об альбоме, поместив на обложку слоган: «Who’s Tommy: A Masterpiece» (рус. Томми — Шедевр!). Также альбом занял первое место в номинации «Лучший альбом 1969 года» журнала Jazz & Pop. Хотя некоторые критики и большинство фанатов остались в замешательстве от сюжетной линии альбома, Кит Ламберт заявлял: «сюжет делает Tommy не менее запутанным, чем оперы Вагнера или Пуччини — столетием раньше».
В рецензии для газеты The Village Voice музыкальный критик Роберт Кристгау отметил, что помимо альбома We’re Only in It for the Money группы The Mothers of Invention, Tommy является первой успешной концептуальной работой в рок-музыке, демонстрируя пародийную сторону характера Таунсенда более «глубоким и двусмысленным» образом, нежели у Фрэнка Заппы. Автор похвалил Таунсенда за намеренное стремление к тому, чтобы каждую песню можно было воспринимать как самостоятельное произведение, и отметил стремление Таунсенда «дать своей аудитории то, что она хочет, без потери своей индивидуальности». Также рецензент поместил пластинку на первое место в ежегодном рейтинге издания Jazz & Pop. В статье для журнала Life Альберт Голдман написал следующее: «альбом базируется на инновациях, мастерстве музыкантов и „чистой энергии“, Tommy превосходит все остальное студийные записи своего времени».
По данным музыкального журналиста Ричи Унтербергера, в момент выхода критики провозгласили альбом «прорывом The Who», однако по прошествии времени его воспринимали уже не столь восторженно: из-за местами претензионной концепции и надуманных песен, которые функционировали в качестве инструментов для «продвижения довольно поверхностного сюжета». В 1983 году Кристгау так отзывался об альбоме: «оперные амбиции Tommy были настолько прозрачными, что спустя столько лет могу смело предположить — музыкальные идеи Таунсенда никогда не сравняются с его лирикой». В своей статье для AllMusic Унтербергер отмечал, что несмотря на незначительные огрехи, альбом полон «множества прекрасных песен» пронизанных «творческим изяществом», а идея Таунсенда записать пластинку в виде длинного повествования стала началом «новой тенденции в рок-музыке». В свою очередь, обозреватель журнала Uncut посетовал, что «альбом не до конца реализовывает амбиции автора, хотя добивается большей части задуманного», «по качеству проделанной работы Tommy уступает более позднему произведению группы — Quadrophenia» — подытожил автор. В ретроспективной статье для альманаха The Rolling Stone Album Guide (2004) Марк Кемп отметил: «Оглядываясь назад, Tommy не выглядит таким уж каноничным шедевром, просто его статус был сильно раздут изначально», по мнению автора The Who Sell Out лучше чем Tommy, хотя благодаря Таунсенду в нём есть несколько «добротных, классических песен».
В 1998 альбом был введен включён в Зал славы Грэмми за «историческую и художественную значимость». В 2003 году журнал Rolling Stone поставил Tommy на 96-е место в своём списке «500 величайших альбомов всех времён». Также лонгплей фигурирует в альманахе «1001 Albums You Must Hear Before You Die».
По мнению музыкального критика Марты Бейлес, Tommy не сочетает в себе рок и классическую музыку, как предполагает его жанровая принадлежность — «рок-опера», вместо этого в стилистике альбома «доминирует зрелый стиль The Who: тяжелый, ритмичный, монотонный хард-рок». Бейлес утверждала, что это было более приемлемо для аудитории, нежели «суррогатный арт-рок» — типичный стиль для культурной среды конца 1960-х: «Tommy считали более достоверным, потому что это был хард-рок, а не сфабрикованный Мусоргский… к тому же сюжет альбома избегал типичных псевдоромантичных тем арт-рока (приторные сказки и апокалиптическая тоска) в пользу более актуального предмета самой массовой культуры».
Биограф Дэйв Марш считал, что проблемы повествования альбома заключались в том, что ему не хватало переходного материала, подкреплённого текстами. Нет ремарок, списка персонажей, а сюжетная линия ограничивается лишь ключевыми фразами (например, «Tommy can you hear me?» — «Томми, ты меня слышишь?»). Ключевой проблемой Tommy является расплывчатое объяснение фабулы и мотивов персонажей, например, почему Томми ничего не видит и не слышит (песня «1921»), как и почему он играет в пинбол, почему Томми запрещает своим последователям гедонизм и разрешает только пинбол («We’re Not Gonna Take It»), и что это за «ты» — в «Listening to you, I get the music».

## Издания и обложка

### Оригинальное издание
Первоначально альбом был выпущен на двух грампластинках с буклетом разработанным Майком Макиннерни, он содержал: брошюру с текстами и изображениями иллюстрирующими сюжет. Обложка была нарисована в триптих-стиле и содержала ещё два разворота. Несмотря на то, что буклет альбома включал тексты всех песен, а также представлял ключевых персонажей, в нём не было описания сюжета пластинки, связи с этим последующие концерты приходилось начинать со специального вступления, в ходе которого зрителей вводили в детали шоу.
Таунсенд считал, что Макиннерни, который также являлся последователем Мехера, будет подходящим выбором для художника обложки. Так как запись близилась к завершению, Макиннери получил несколько кассет с песнями и краткое описание истории, сразу же разглядев в ней нотки учения Бабы. Художник пытался передать мир глухого, немого и слепого мальчика, решив «изобразить, своего рода, прорыв за определённые рамки в абсолютную свободу». На обложке была изображена сине-белая паутина облаков, на задней её стороне кулак пробивал чёрную пустоту. На внутренней стороне триптиха была изображена рука тянущаяся к свету и свет, светящий в тёмную пустоту. Таунсенд был слишком занят завершением записи, чтобы уделить обложке должное время и внимание, но Ламберт решительно одобрил это и остался доволен проделанной работой, заявив, что это сработает. Последнее слово оставалось за рекорд-лейблом, чьё руководство решило, что обложка была более конструктивной, нежели The Who Sell Out. Тем не менее боссы высказали одно условие — на обложке также должна была присутствовать фотография группы. В итоге, изображения музыкантов были добавлены внутри паутины, на переднем плане.

### Переиздания
В 1984 году Tommy был впервые издан на CD, на двух дисках. Впоследствии, лейбл Mobile Fidelity Sound Lab выпустил специальное однодисковое издание альбома — в 1990 году, включающее альтернативный вариант композиции «Eyesight to the Blind» и более тихие звуки разбивающегося стекла в песне «Smash The Mirror». В 1993 году это издание прошло процедуру ремастеринга под руководством звукоинженера Эрика Лебсона (англ. Erick Labson).
В 1996 году лейблы Polydor и MCA выпустили обновленную версию альбома на одном компакт-диске, перемикшированную Джоном Эстли. Эстли смог получить доступ к оригинальным 8-дорожечным записям и воспроизвести инструменты, которые были убраны из оригинальной пластинки: гитару в «Christmas», валторну в «Sparks», тарелки в «The Acid Queen» и орган в «We’re Not Gonna Take it». Это издание было укомплектовано оригинальными иллюстрациями Макиннерни и введением, написанным Ричардом Барнсом.
В 2003 году Tommy был переиздан в виде подарочного двухдискового издания в формате Super Audio CD с многоканальным звуком. Ремастеринг проводился при непосредственном участии Таунсенда, альбом включал сопутствующие материалы, которых не было на оригинальном альбоме, композиции: «Dogs-Part 2» (би-сайд сингла «Pinball Wizard»), «Cousin Kevin Model Child» и «Young Man Blues», а также демозаписи и неизданные песни, которые были удалены из финальной версии пластинки.
В 2013 году было выпущено ещё одно подарочное издание пластинки (англ. super deluxe) — на трёх компакт дисках и одном Blu-Ray. Как предыдущее издание, этот вариант включал в себя демоматериалы и концертные записи, по больше части взятые из концерта в Capital Theatre (выступление состоялось 15 октября 1969 года в Оттаве). Этот концертный диск имел важное значение, так как он развенчал давний миф о том, что все концертные записи того турне были уничтожены в угоду продвижения шоу в Университете Лидс, которое было выпущено отдельным альбомом — Live at Leeds.

## Концертные исполнения
С самого начала разработки проекта The Who рассматривали Tommy как концертное шоу. В апреле 1969 года группа провела репетиции в Hanwell Community Centre, включая финальный прогон полной версии концерта — 23 апреля. Окончательный вариант шоу претерпел изменения, по сравнению с сет-листом альбома — группа отказалась от четырёх песен («Cousin Kevin», «Underture», «Sensation» и «Welcome»). Позже Таунсенд отмечал, что когда группа «сыграла альбом от начала и до конца, мы поняли, что у нас есть что-то особенное — объединяющее нас и отлично звучащее». Вокал Долтри значительно прогрессировал, по сравнению с ранними гастролями группы, и музыканты чувствовали, что этот концертный тур может полностью изменить их карьеру.
После нескольких концертов «на разогреве» отыгранных в конце апреля, The Who выступили перед прессой в джаз-клубе имени Ронни Скотта — 1 мая. В начале выступления Таунсенд рассказал сюжет оперы, после чего группа отыграла весь концерт на полной громкости. На следующий день группа вылетела в Нью-Йорк, чтобы начать турне по США — первый концерт состоялся 9 мая в Grande Ballroom Детройта. В конце мая группа отыграла четыре вечера подряд в чикагском Kinetic Playground, во время концертов весь зал вставал в едином порыве и аплодировал — музыканты отметили, что их шоу снискало положительную реакцию среди аудитории.
Продолжив турне по США, группа выступала в больших залах, избегая концертов на фестивалях, однако они сделали исключение для Вудстока. Дискутируя всю ночь с Фрэнком Берселоной (промоутером их американского тура), музыканты всё же согласились выступить на этом фестивале за $12 500. Концерт начался поздно, и The Who поднялись на сцену уже ранним утром — 17 августа. Во время исполнения «Pinball Wizard» на сцену вышел Эбби Хоффман, чтобы выразить протест по поводу тюремного заключения Джона Синклера (вскоре Таунсенд вытолкал его за кулисы), а когда музыканты начали играть «See Me, Feel Me» — как будто по команде взошло солнце. Две недели спустя группа выступила на фестивале Острова Уайта — одной из самых масштабных концертных площадок на тот момент. Хотя внимание СМИ было приковано к выступлению Боба Дилана — он выступал впервые с 1966 года, The Who, в итоге, «перетянули одеяло» на себя. Годы спустя Таунсенд заявил: «Мы понимали, что наше шоу „выстрелит“ в любом случае, так как Tommy отлично зарекомендовал себя на предыдущих концертах».
Tommy оставался в концертном репертуаре группы до конца года, а также в 1970-м году. В октябре 1969 года музыканты отыграли шесть шоу в Fillmore East, после одного из концертов Леонард Бернстайн похвалил их за новую музыку. Концерт The Who в лондонском Coliseum Theatre (14 декабря) был отменён из-за амбиций Ламберта. Менеджер стремился к тому чтобы Tommy воспринимали как серьёзную музыку и хотел чтобы группа выступала в оперных театрах. В июне 1970 года музыканты отыграли два концерта в Метрополитен-опера, в ходе которых Таунсенд заявил, что это будет последнее «их последнее шоу с Tommy». Затем, группа выступила на очередном фестивале Острова Уайт — 29 августа 1970 года — перед аудиторией в 600 000 человек. The Who отыграли свой последний концерт Tommy 1970 года в лондонском The Roundhouse — 20 декабря. Обращаясь к залу, Таунсенд заявил: «Это самый последний раз, когда мы исполняем Tommy на сцене», после чего Мун выкрикнул: «Слава богу!».
Реакция общественности на серию концертов Tommy была исключительно положительной. Гастроли помогли сохранять интерес аудитории к альбому и расплатиться с долгами. Во время турне 1969-70 годах было записано несколько концертных записей гастролей, которые были выпущены позднее. Полная версия Tommy фигурирует на подарочном издании (англ. Deluxe Edition) альбома Live at Leeds (2002), записанного 14 февраля 1970 года. Второй концерт фестиваля Остров Уайт был издан на диске — Live at the Isle of Wight Festival 1970, в 1996 году. Выступление в Coliseum Theatre выпустили на DVD под названием The Who at Kilburn: 1977 (2007). Отрывки выступления The Who сцене фестиваля Вудстока фигурируют в одноимённом фильме, также они были включены в ленту «The Kids Are Alright». Была снята полная версия этого шоу (концертный сет The Who), но она никогда не выпускалась официально.
В течение 1970-х группа нечасто выступала с шоу Tommy. Музыканты начали вновь исполнять альбом полностью в честь двадцатилетия Tommy — во время турне, посвящённого воссоединению коллектива, в 1989 году. В период этих гастролей группа добавила в шоу две ранее отсутствующие песни — «Cousin Kevin» и «Sensation» — однако вновь отказалась от «Underture» и «Welcome». Записи этих гастролей были изданы на концертном альбоме Join Together и на DVD «Tommy and Quadrophenia Live». Выступая с этим шоу в Лос-Анджелесе, группа пригласила поучаствовать в концерте следующих музыкантов: Фила Коллинза (Дядя Эрни), Патти Лабелль (Кислотная Королева), Стива Уинвуда (Хокер), Элтона Джона (Чародей Пинбола) и Билли Айдола (Кузен Кевин).

## Другие постановки

### Les Grands Ballets Canadiens (Канада, 1970)
В 1970 году глава балетной труппы Les Grands Ballets Canadiens Фердинанд Наулт представил первую адаптацию Tommy в виде хореографической постановки. Спектакль был показан на нескольких концертных площадках Нью-Йорка в апреле 1971 года. Постановка включала световое шоу и короткометражные фильмы, снятые специально для этого спектакля компанией Quebec Film Bureau.

### Сиэтлская Опера (США, 1971)
В 1971 главный режиссёр Сиэтлской Оперы — Ричард Пирлмен стал автором первой оперной постановки Tommy, которая состоялась в местном концертном зале — Moore Theatre. В шоу приняли участие Бетт Мидлер, которая исполнила роли Кислотной Королевы и г-жи Уокер, а также оркестр города Сиракьюс — Comstock, Ltd.

### Лондонский симфонический оркестр (Великобритания, 1972—73)
9 декабря 1972 года антепренер Лу Рейзнер представил новую версию шоу Tommy в лондонском Rainbow Theatre. Группа отыграла два концерта за один вечер. Помимо самих The Who в концерте принимал участие лондонский симфонический оркестр под руководством дирижёра Дэвида Мишема. Концерты проводились с целью выпуска новой студийной записи Рейзнера — симфонической версии Tommy.
В создании альбома и шоу участвовал звёздный состав музыкантов: Грэм Белл (Любовник), Мэгги Белл (Мать), Сэнди Денни (Медсестра), Стив Винвуд (Отец), Род Стюарт (Локал Лэд), Ричи Хейвенс (Хукер), Мерри Клэйтон (Кислотная Королева) и Ринго Старр (Дядя Эрни). Таунсенд играл на гитаре, но в остальном музыка была преимущественно оркестровый. Ричард Харрис должен был быть звукорежиссёром записи, но в процессе постановки был заменён на Питера Селлерса. Вторая постановка шоу состоялась 13 и 14 декабря 1973 года с другим составом музыкантов: Дэвидом Эссексом, Элки Брукс, Маршой Хант, Вивиан Стэншолл, Роем Вудом и Джоном Пертви.
Также концерты оркестровой версии Tommy дважды состоялись в Австралии — 31 марта 1973 в Myer Music Bowl (Мельбурн) и 1 апреля в Randwick Racecourse (Сидней). Роли были распределены следующим образом: Кит Мун — Дядя Эрни (только в Мельбурне), Грэм Белл — Рассказчик, в концертах приняли участие местные звёзды — Дэрил Брэйтвэйт (Томми), Билли Торп, Даг Паркинсон, Венди Сэддингтон, Джим Киз, Бродерик Смит, Коллин Хюетт, Линда Джордж, Росс Уилсон, Бобби Брайт, Иэн Мелдрум (Дядя Эрни, в Сиднее), оба раза в сопровождении симфонического оркестра. Мельбурнский концерт был снят на видео. 13 апреля 1973 он был показан по местному телеканалу — Channel 7.
Администрация Royal Albert Hall наотрез отказалась предоставить сцену, поскольку сочла историю слепого, немого и глухого мальчика отвратительной.

### Полнометражный фильм (1975)
В 1975 была снята киноадаптация Tommy, под руководством продюсера Роберта Стигвуда и режиссёра Кена Рассела. В киноверсии главную роль исполнил Роджер Долтри, другие участники The Who снялись в ролях второго плана. Также в съёмках были задействованы известные актёры и музыканты: Энн-Маргрет, Оливер Рид, Элтон Джон, Тина Тёрнер, Эрик Клэптон, Артур Браун и Джек Николсон. Рассел настоял на том, чтобы актёрский состав состоял из известных публике деятелей культуры, хотя Таунсенд хотел привлечь людей, которые, в первую очередь, могли бы хорошо спеть материал и был особенно разочарован тем, что ему было отказано в приглашении Стиви Уандера на роль Чародея Пинбола. В нескольких кинотеатрах фильм демонстрировали с многоканальным саундтреком, описывая это в качестве «квадрофонического звучания» — 4 динамика располагали по углам кинотеатра, а один находился позади экрана.
Также Таунсенд курировал производство альбома-саундтрека, на котором появились оркестровые аранжировки Ламберта (изначально их планировалось включить ещё в оригинальную запись Tommy) — на этот раз все идеи музыканта были реализованы с помощью синтезаторов. Гитарист приступил к работе над этим проектом сразу же после окончания американского турне группы — в декабре 1973 года, и работал над ним почти непрерывно в течение следующих четырёх месяцев. Помимо The Who в записи саундтрека приняли участие несколько сессионных музыкантов: Калеб Куайе, Ронни Вуд, Ники Хопкинс, Крис Стэйнтон и Джон «Кролик» Бандрик. Из-за занятости Муна на съёмках фильма «Звёздная пыль», место барабанщика занял Кенни Джонс (он стал постоянным ударником группы после смерти Муна в 1978 году).
После выпуска на сингле «Pinball Wizard» стал главным хитом альбома. В фильме песню исполняет Элтон Джон под аккомпанемент The Who (одетые в костюмы с изображением однофунтовых банкнот); группа изображает личный оркестр Чародея Пинбола, однако в записи саундтрека принимали участие не они, а концертные музыканты Элтона Джона. Бо́льшей частью массовки были студенты Портсмутского Политехникума; за участие в съёмках они получили билеты на концерт The Who.
В фильме (и его саундтреке) прозвучало шесть новых песен (автором всех был Таунсенд), также был немного изменён порядок сцен, по сравнению с оригинальным альбомом. Переиздание саундтрека на компакт-диске включало дополнительную увертюру.

### Бродвейский мюзикл (1991)
В 1991 году Таунсенд сломал запястье в велосипедной аварии и не мог играть на гитаре. Подыскивая себе занятие в период выздоровления, он ответил на просьбу театральной труппы PACE в предоставлении прав на бродвейскую музыкальную адаптацию Tommy. Участники труппы познакомили Таунсенда с режиссёром театра La Jolla Playhouse — Десом Макануффом, и они начали совместную работу над проектом. В 1992 году состоялась премьера мюзикла, который снискал большой успех среди публики. Таунсенд сочинил новую песню для этого проекта — «I Believe My Own Eyes», чтобы объяснить отношения между родителями Томми, в остальном постановку мюзикла старались сохранить в рамках концепции оригинального альбома.
Мюзикл получил неоднозначную реакцию со стороны критиков, в свою очередь Долтри и Энтвисл считали, что шоу было слишком пассивным. Обозреватель журнала Rolling Stone Энтони Декёртис посетовал на игру барабанщика, заявив, что «попытка заменить Кита Муна была неудачной идеей». После того как постановка переехала из театра La Jolla на Бродвей Таунсенд и Макануфф переписал часть мюзикла, с целью более тщательно показать тёмную сторону главного героя. В 1993 году Макануфф был награждён премией «Тони» «За лучшую режиссёрскую работу», в свою очередь Уэйн Чиленто (англ. Wayne Cilento) получил награду «За лучшую хореографию». Постановка шоу на Бродвее продолжалась с 1993 по 1995 годы, после чего Макануфф вернулся к этому мюзиклу лишь однажды — во время Стратфордского Шекспировского фестиваля в 2013 году.

## Список композиций

### Оригинальный релиз
| 1. «Overture» — 5:21 2. «It’s a Boy» — 0:38 3. «1921» — 2:49 4. «Amazing Journey» — 3:25 5. «Sparks» — 3:46 6. «Eyesight to the Blind (The Hawker)» (Уильямсон) — 2:13 | 1. «Christmas» — 4:34 2. «Cousin Kevin» (Энтвистл) — 4:07 3. «The Acid Queen» — 3:34 4. «Underture» — 10:09 |

| 1. «Do You Think It’s Alright?» — 0:24 2. «Fiddle About» (Энтвистл) — 1:26 3. «Pinball Wizard» — 3:01 4. «There’s a Doctor» — 0:23 5. «Go to the Mirror!» — 3:49 6. «Tommy, Can You Hear Me?» — 1:36 7. «Smash the Mirror» — 1:35 8. «Sensation» — 2:27 | 1. «Miracle Cure» — 0:12 2. «Sally Simpson» — 4:12 3. «I’m Free» — 2:40 4. «Welcome» — 4:34 5. «Tommy’s Holiday Camp» (Мун) — 0:57 6. «We’re Not Gonna Take It» / «See Me, Feel Me» — 7:08 |

## Переиздания
В 2003 году вышло коллекционное издание альбома в форматах Super Audio CD и DVD-Audio с дополнительным диском «Out-takes and demos». Издание DVD-Audio также содержит интервью с Питом Таунсендом и демонстрацию перевода оригинальной звуковой дорожки в формат 5.1.

#### Out-takes and demos (второй диск)
1. «I Was» — 0:17
2. «Christmas» (out-take 3) — 4:43
3. «Cousin Kevin Model Child» — 1:25
4. «Young Man Blues» (Version one) (Allison) — 2:51
5. «Tommy Can You Hear Me?» (alternate version) — 1:59
6. «Trying to Get Through» — 2:51
7. «Sally Simpson» (out-take) — 4:09
8. «Miss Simpson» — 4:18
9. «Welcome» (Take two) — 3:44
10. «Tommy’s Holiday Camp» (band’s version) — 1:07
11. «We’re Not Gonna Take It» (alternate version) — 6:08
12. «Dogs (Part Two)» — 2:26
13. «It’s a Boy» (stereo only) — 0:43
14. «Amazing Journey» — 3:41
15. «Christmas» (stereo only) — 1:55
16. «Do You Think It’s Alright» (stereo only) — 0:28
17. «Pinball Wizard» (stereo only) — 3:46

## Альбомные синглы
- «Pinball Wizard» / «Dogs, Pt. 2»
- «Go to the Mirror!» / «Sally Simpson»
- «I’m Free» / «We’re Not Gonna Take It» (U.S.), «Tommy, Can You Hear Me?» (U.K)
- «See Me, Feel Me» / «Overture from Tommy»

## Хит-парады
| Год  | Хит-парад                | Позиция |
| ---- | ------------------------ | ------- |
| 1969 | Billboard                | 4       |
| 1969 | Альбомы в Великобритании | 2       |

## Участники записи
- Роджер Долтри — вокал, губная гармоника
- Джон Энтвисл — бас-гитара, валторна
- Кит Мун — ударные
- Пит Таунсенд — гитара, клавишные

## Комментарии
1. ↑  У альбома никогда не было детального сюжета, однако, следующий синопсис был опубликован после издания Tommy.